# Баклаваджян, Оганес Гегамович
Оганес Гегамович Баклаваджян (1922—2001) — советский и армянский физиолог, лауреат премии имени Л. А. Орбели (1989).

## Биография
Родился 18 августа 1922 года в городе Бурса (Турция).
В 1951 году — окончил Ереванский государственный медицинский институт.
С 1951 года и до конца жизни работал в Институте физиологии имени Л. А. Орбели НАН РА, с 1960 года — заведующий лабораторией.
Изучал вопросы центральной регуляции механизмов вегетативной нервной системы.
В 1966 году — защитил докторскую диссертацию.
В 1971 году — присвоено учёное звание профессора.
В 1961 году — избран членом-корреспондентом Академии наук Армянской ССР.
В 1986 году — избран академиком Академии наук Армянской ССР.
Вел педагогическую деятельность в Ереванском государственном университете, с 1972 по 1986 годы — заведующий кафедрой физиологии, с 1986 по 2001 годы — научный консультант.
Умер 9 июля 2001 года.

## Награды
- Орден «Народная свобода 1941-1944» (Болгария)
- Орден «Знак Почёта»
- Премия имени Л. А. Орбели (1989) — за цикл работ «Гипоталамо-висцеральная рефлекторная дуга и молекулярные механизмы её влияний»